# Diodă semiconductoare

Simbolul diodei

Dioda semiconductoare este un dispozitiv electronic constituit dintr-o Joncțiune-pn  prevăzută cu contacte metalice la regiunile p și n și introdusă într-o capsulă din sticlă, metal, ceramică sau plastic. Regiunea p a joncțiunii constituie anodul diodei, iar joncțiunea n, catodul.
Dioda semiconductoare se caracterizează prin conductivitate unidirecțională, ca și dioda cu vid:
- în cazul polarizării în sens direct permite trecerea unui curent mare (curent direct)
- în cazul polarizării în sens invers permite trecerea unui curent foarte mic (curent invers sau curent rezidual)

## Ecuația caracteristică a diodei teoretice - ecuația Shockley
Comportarea diodei semiconductoare în cele două stări poate fi descrisă printr-o relație funcțională, care leagă curentul prin diodă, de tensiunea aplicată la bornele acesteia, cunoscută ca ecuația Shockley:
{\displaystyle i_{D}=I_{\text{S}}({\text{e}}^{\frac {q{V_{d}}}{NkT}}-1)}
unde
{\displaystyle i_{D}} = curentul prin diodă în A
{\displaystyle I_{S}} = este curentul de saturație inversă, care este aproape independent de tensiunea aplicată. Valoarea depinde de parametrii de realizare ai joncțiunii pn. Acesta se estimează în practică  între {\displaystyle 10^{\text{-16}}} și {\displaystyle 10^{\text{-12}}} în A
{\displaystyle V_{d}} = tensiunea la bornele diodei, măsurată în V
{\displaystyle e} =  constanta lui Euler, aproximativ 2,71828
{\displaystyle q} = sarcina electronului, 1,6·10–19 C
{\displaystyle k} =  Constanta Boltzmann, 1,38·10–23 J/K
{\displaystyle T} = Temperatura, în K
{\displaystyle N} = este un coeficient care ține seama de efectul recombinării purtătorilor în regiunea de barieră. Pentru diodele cu Germaniu N = 1, iar pentru cele cu siliciu N = 2.
Termenul {\displaystyle {\frac {q}{kT}}} descrie tensiunea produsă în joncțiunea P-N datorită acțiunii temperaturii, și poartă numele de tensiune termoelectromotoare sau {\displaystyle V_{T}}. La temperatura camerei, această tensiune este de aproximativ {\displaystyle V_{T}={\text{25 mV}}}.
Simplificând se ajunge la:
{\displaystyle i_{D}=I_{\text{S}}({\text{e}}^{\frac {V_{d}}{NV_{T}}}-1)}
unde 
{\displaystyle i_{D}} = curentul prin diodă
{\displaystyle I_{\text{S}}} = este curentul de saturație inversă a joncțiunii ideale, între {\displaystyle 10^{\text{-16}}} și {\displaystyle 10^{\text{-12}}} Amperi
Dependența puternică a curentului rezidual de temperatură limitează temperatura maximă de lucru a diodelor uzuale. Pentru diodele cu Germaniu la o valoare aproximativă de 60 °C, iar pentru diodele cu Siliciu la o valoare aproximativă de 150 °C
{\displaystyle e} =  constanta lui Euler, aproximativ 2,71828
{\displaystyle V_{d}} = tensiunea aplicată la bornele diodei
{\displaystyle N} = este un coeficient care ține seama de efectul recombinării purtătorilor în regiunea de barieră. Pentru diodele cu Germaniu N = 1, iar pentru cele cu siliciu N = 2.
{\displaystyle V_{T}} = tensiunea termoelectromotoare. La 300 K]], se poate aproxima {\displaystyle V_{T}={\text{25 mV}}}.
Ecuația demonstrează că există o variație a căderii de tensiune la bornele diodei pentru diferite valori ale curenților prin diodă. Această variație este foarte mică, acesta fiind și motivul pentru care se consideră că, la bornele diodei, căderea de tensiune rămâne constantă, valorile uzuale pentru diodele cu siliciu  aproximativ  0,6–0,7 V, iar pentru diodele cu germaniu de la 0,1 V la  0,3 V.

## Clasificare
- După materialul din care se realizează:[1]
  - - diodă cu germaniu,
  - - diodă cu siliciu.
- După caracteristicile joncțiunii:[1]
  - - diodă redresoare
  - - diodă stabilizatoare de tensiune (diodă Zener)
  - - diodă de comutație
  - - diodă cu capacitate variabilă (varactor sau varicap)

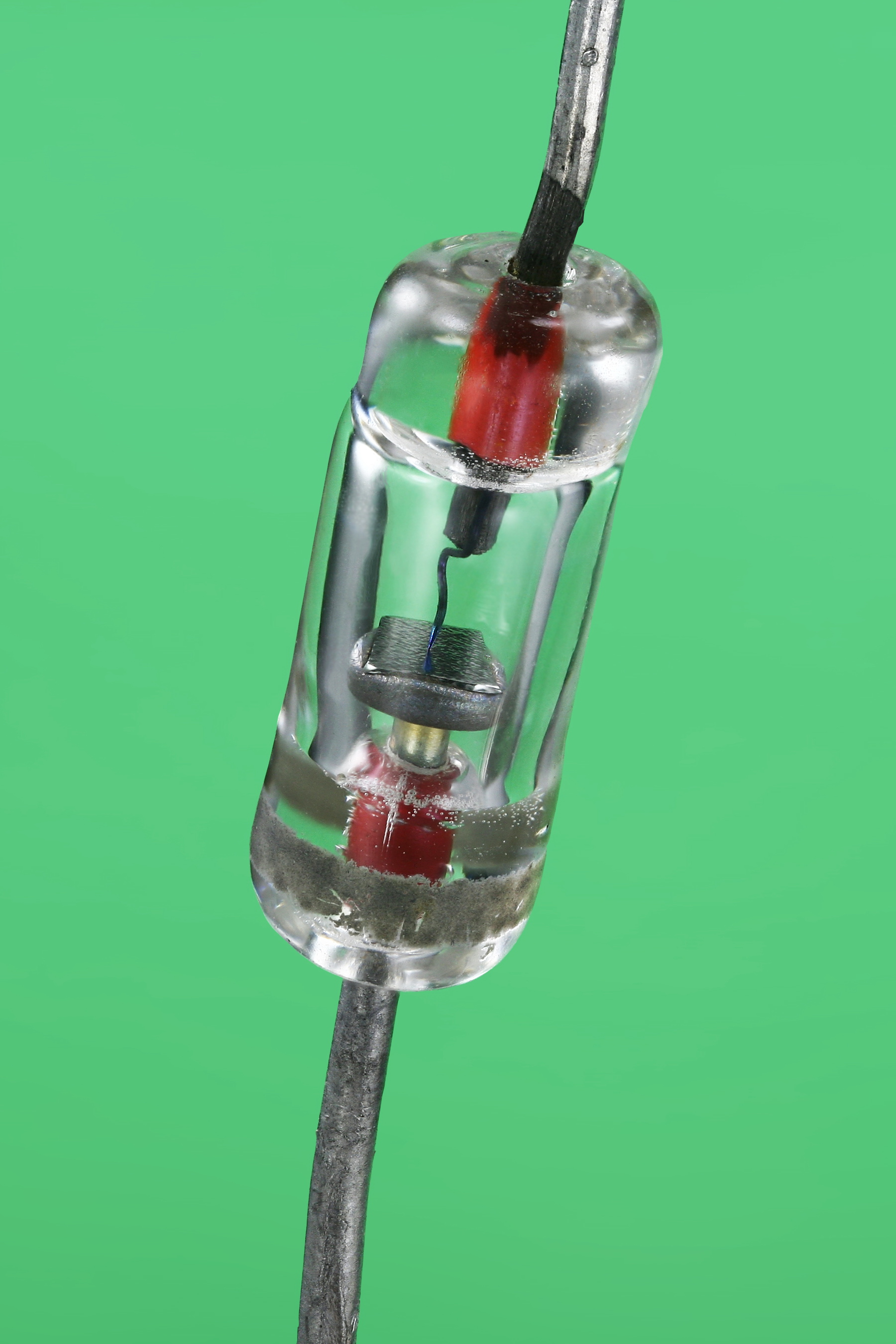
Dioda cu germaniu

  - - diodă tunel
  - - diodă diac
  - - diodă Gunn

## Caracteristicile diodelor semiconductoare
Principalele caracteristici ale diodelor, trecute în cataloage, sunt următoarele:
{\displaystyle V_{RRM}} - tensiunea inversă repetitivă maximă, este tensiunea maximă inversă la care poate rezista dioda, atunci când această tensiune este atinsă în mod repetat (măsurată în Volt). Ideal, această valoare ar fi infinită.
{\displaystyle V_{R}}  sau {\displaystyle V_{DC}}  - tensiunea maximă inversă de curent continuu, este valoarea maximă a tensiunii la care dioda poate funcționa neîntrerupt, fără distrugerea acesteia (măsurată în V). Ideal, această valoare a fi infinită.

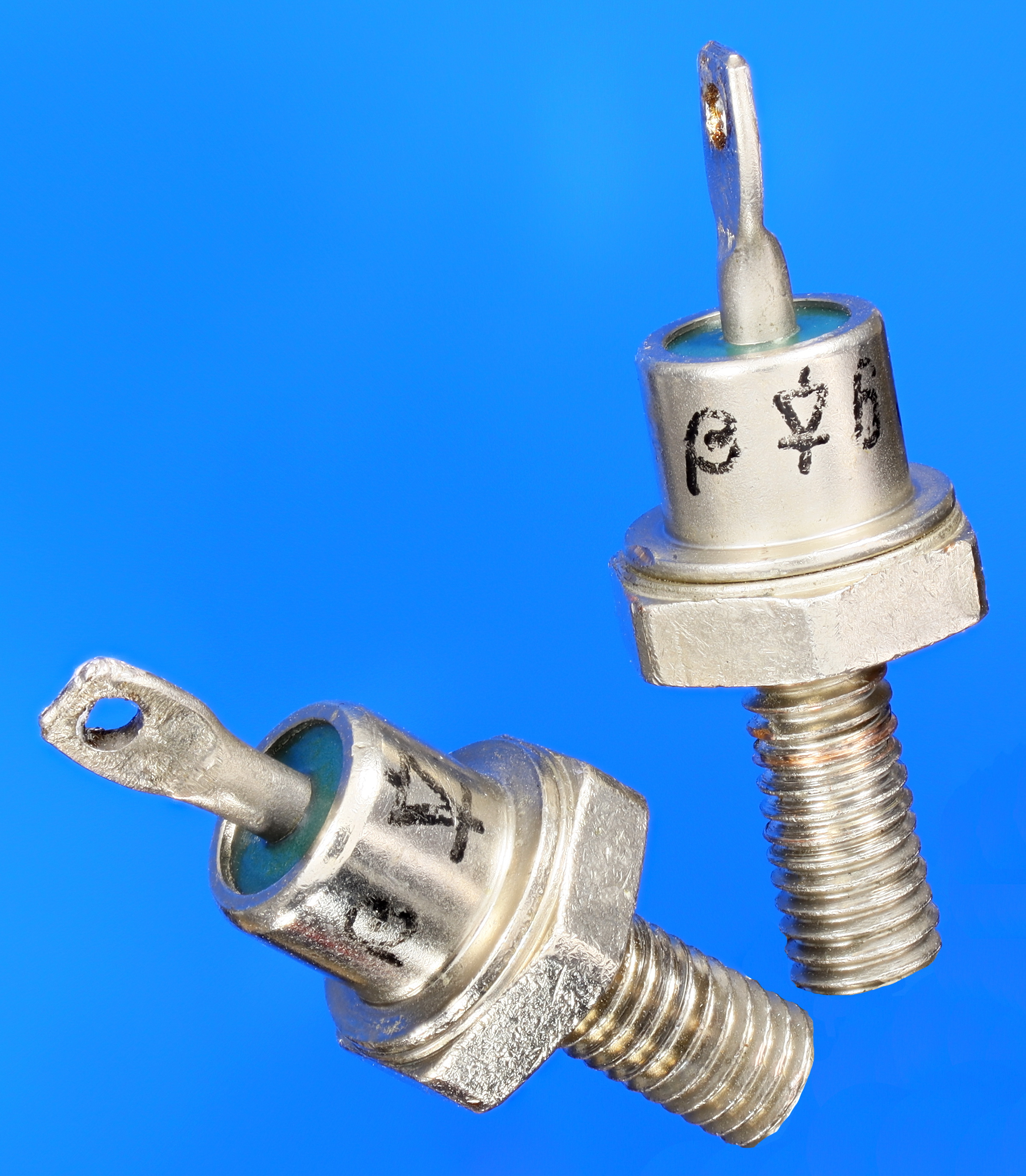
Diode redresoare

{\displaystyle V_{F}}  - tensiunea (de polarizare) directă maximă, de obicei este specificată împreună cu valoarea curentului direct (măsurată în V). Ideal, această valoare ar fi zero: ideal, dioda nu ar prezenta niciun fel de opoziție în fața deplasării electronilor. În realitate, tensiunea directă este descrisă de ecuația diodei.
{\displaystyle I_{F(AV)}}  - valoarea maximă (medie) a curentului direct, valoarea maximă medie a curentului pe care dioda o poate suportă la polarizarea directă (măsurat în A). Această limitare este practic o limitare termică: câtă căldură poate „suporta” joncțiunea P-N, având în vedere că puterea disipată reprezintă produsul dintre curent și tensiune, iar tensiunea de polarizare directă depinde atât de curent cât și de temperatura joncțiunii. Ideal, această valoare ar fi infinită.
{\displaystyle I_{FSM}}   (vârf) - curentul de polarizare directă maxim, reprezintă curentul de vârf maxim pe care dioda îl poate conduce la polarizare directă, fără ca acest curent să ducă la distrugerea diodei (măsurat în A). Din nou, această valoare este limitată de capacitatea termică a joncțiunii diodei, și este de obicei mult mai mare decât valoarea curentului mediu datorită inerției termice. Ideal, această valoare ar fi infinită.

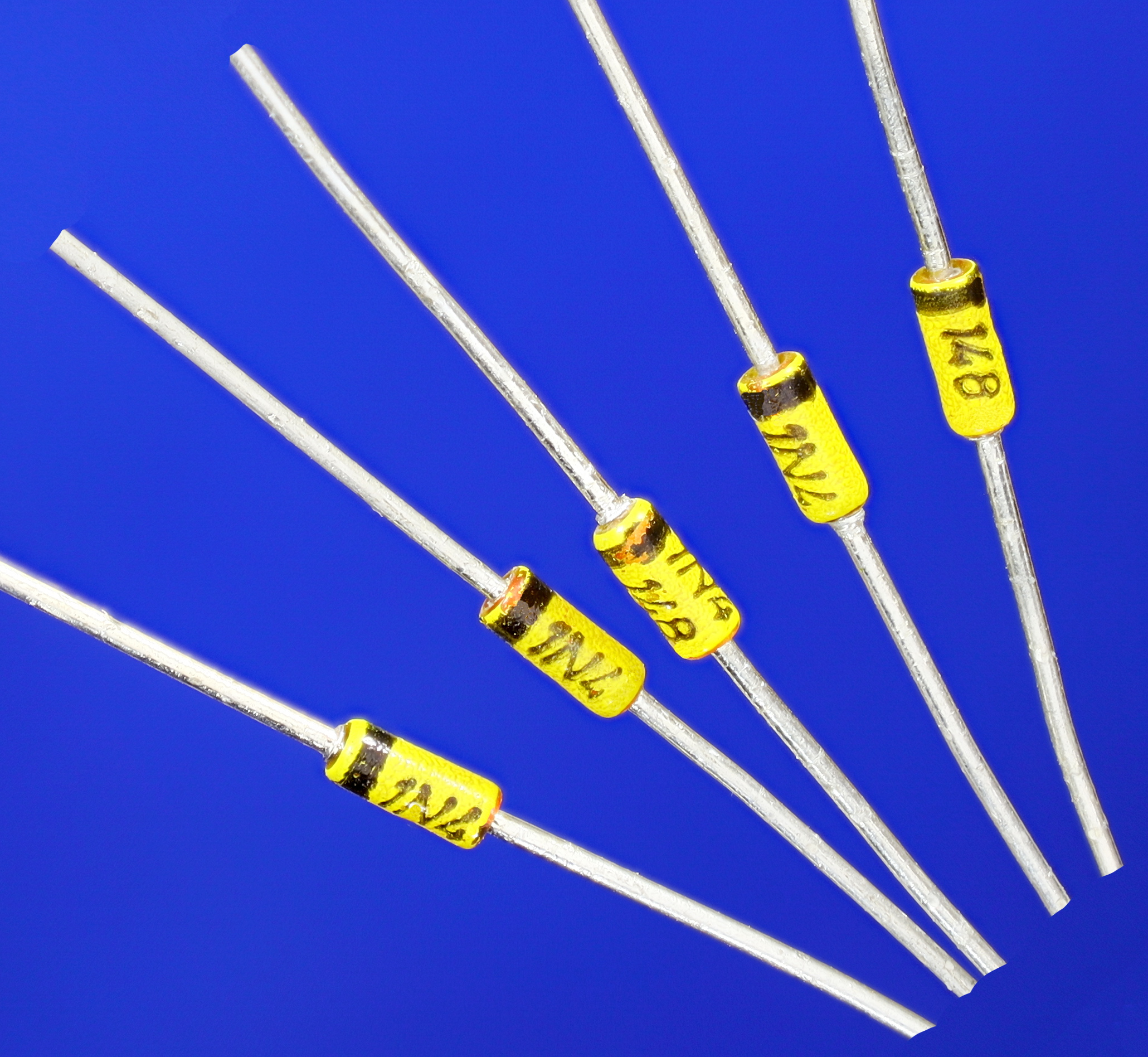
Diode de comutație

{\displaystyle P_{D}} - puterea maximă disipată totală, reprezintă valoarea puterii (măsurată în W) pe care dioda o poate disipa fără ca această putere să ducă la distrugerea diodei. Această valoare este limitată de capacitatea termică a diodei. Ideal, această valoare ar fi infinită.
{\displaystyle T_{J}}  - temperatura de funcționare a joncțiunii, reprezintă temperatura maximă admisă a joncțiunii P-N a diodei, valoare dată de obicei în (măsurată în °C). Căldura reprezintă punctul critic al dispozitivelor semiconductoare: acestea trebuie menținute la o temperatură cât mai apropiată de temperatura camerei pentru funcționarea lor corectă și o durată de funcționare cât mai lungă.

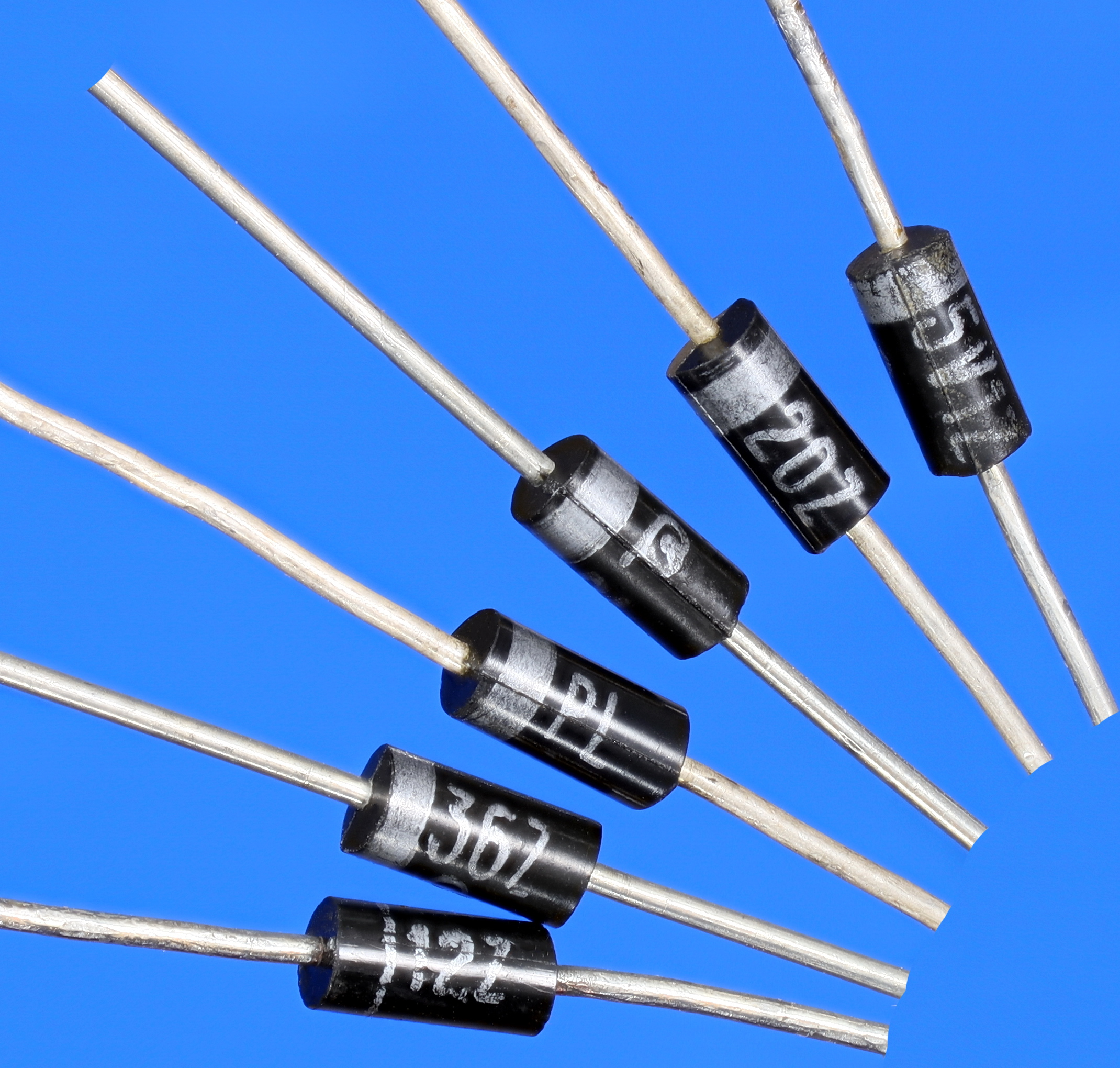
Diode Zener

{\displaystyle T_{STG}}  - temperatura de depozitare, reprezintă valoarea temperaturii de stocare a diodelor (nepolarizate).
{\displaystyle R_{\text{Θ}}} - rezistența termică, reprezintă diferența dintre temperatura joncțiunii și temperatura aerului exterior diodei {\displaystyle R_{\text{ΘJA}}}, sau dintre joncțiune și contacte
{\displaystyle R_{\text{ΘJL}}}, pentru o anumită putere disipată. Valoarea este exprimată în °C/W. Ideal, această valoare ar fi zero, ceea ce ar înseamna că învelișul (carcasa) diodei ar fi un conductor și radiator termic perfect, fiind capabil să transfere energie sub formă de căldură dinspre joncțiune spre mediul exterior (sau spre contacte) fără nicio diferență de temperatură existentă în grosimea carcasei. O rezistență termică ridicată se traduce prin faptul că dioda va stoca o temperatură excesivă în jurul joncțiunii (punctul critic), în ciuda eforturilor susținute de răcire a mediului exterior diodei; acest lucru duce la limitarea puterii maxime disipate.
{\displaystyle I_{R}} - curentul maxim de polarizare inversă, reprezintă valoarea curentului prin diodă la polarizarea inversă (măsurat în submultipli ai unității standard Amper) și aplicarea tensiunii de polarizare inversă maximă de curent continuu  ({\displaystyle V_{DC}}). Mai este cunoscut și sub numele de curent rezidual. Ideal, această valoare ar fi zero, deoarece o diodă perfectă ar bloca toți curenții atunci când este polarizată invers. În realitate, această valoarea este mică în comparație cu valoarea curentului maxim de polarizare directă.

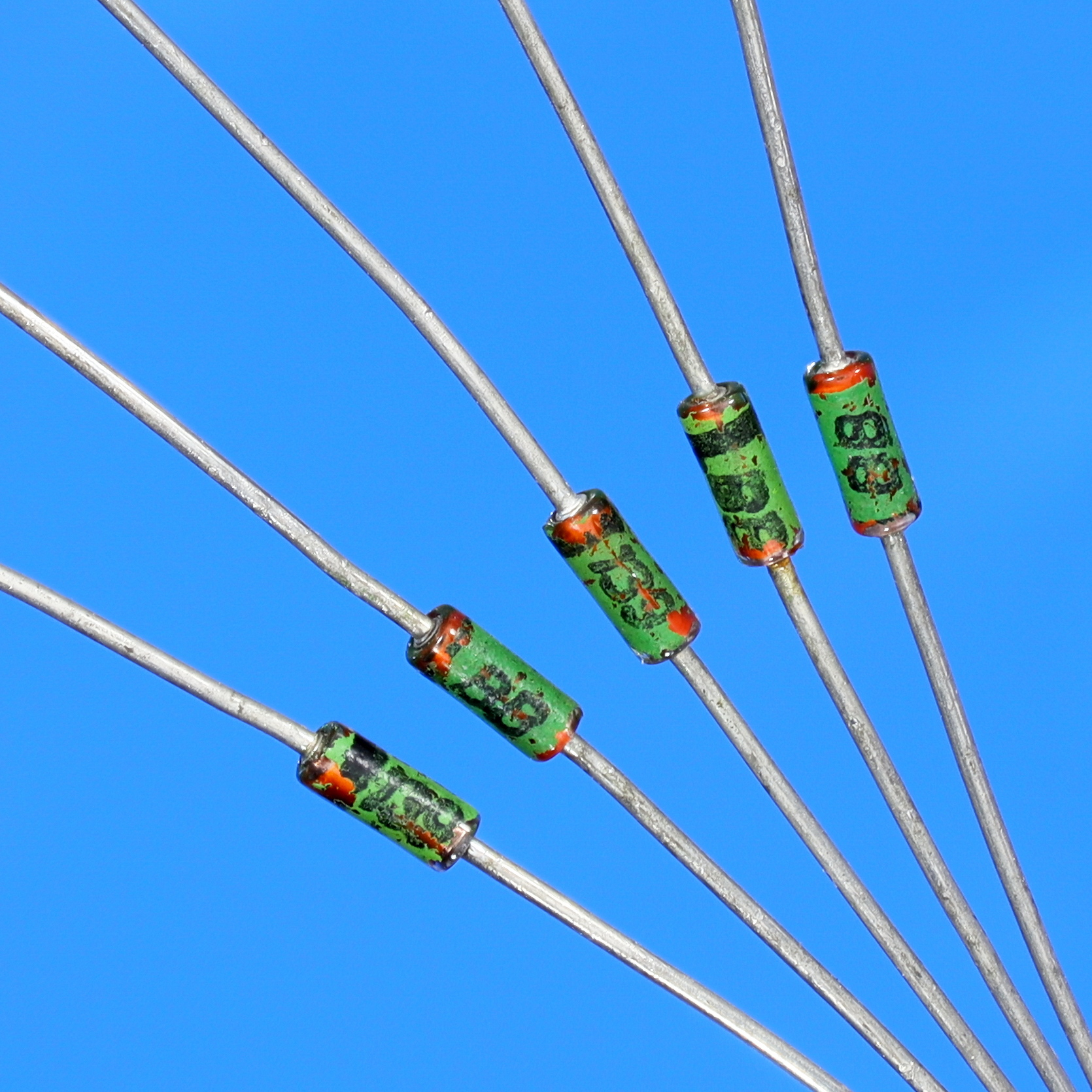
Diode varicap

{\displaystyle C_{J}} - capacitatea tipică a joncțiunii, reprezintă capacitatea intrinsecă joncțiunii, datorită comportării zonei de golire precum un dielectric între anod și catod. Această valoare este de obicei foarte mică, de ordinul pF.
{\displaystyle t_{rr}} - timpul de revenire invers, reprezintă durata de timp necesară „blocării” diodei atunci când tensiunea la bornele sale alternează între polarizare directă și polarizare inversă. Ideal, această valoare ar fi zero: dioda se blochează imediat după inversarea polarității. Pentru o diodă redresoare tipică, timpul de revenire este de ordinul zecilor de μs; pentru o diodă de comutație rapidă, acest timp poate ajunge la doar câteva ns.